# Metirapon
A metirapon fehér színű, jellegzetes szagú szilárd anyag. A kortizol (másik nevén hidrokortizon) termelését gátló gyógyszer.
A hidrokortizon a mellékvese által előállított hormon.  Túl magas szintje Cushing-kórban fordul elő. A metirapont e betegség tüneteinek (holdvilágarc, púposság, lecsüngő nagy has, lila bőrcsíkok) enyhítésére adják.
A metirapon másik alkalmazása az agyalapi mirigy- és mellékvesefunkció ellenőrzése.

## Működésmód
A metirapon a mellékvesekéregben gátolja a 11-β-hidroxiláz(en) enzimet, és ezáltal a kortizol és a kortikoszteron termelését. A kortizolnak erős gátló hatása van az agyalapi mirigyre. A hidrokortizonszint csökkenése következtében az agyalapi mirigy jóval több kortikotropint (ACTH-t) állít elő.
A kortizol- és kortikoszteron-előállítás folyamatos gátlása következtében kimutathatóan nő azok prekurzorainak (11-dezoxikortizol(en) ill. dezoxi-kortikoszteron(en)) kiválasztása. Ezek lebomlási termékei jól kimutathatók a vizeletben a 17-hidroxi-kortikoszteroidok (17-OHCS) ill. 17-ketoszeroidok (17-KGS) mennyiségének meghatározásával.
A 17-OHCS vizeletbeli mennyiségével megmérhető az agyalapi mirigy ATCH-érzékenysége.

## Mellékhatások
Gyakori mellékhatás a különböző gyomorpanasz (émelygés, hányás, hasi fájdalom), mely enyhíthető, ha a gyógyszert étkezés után, lehetőleg egy pohár tejjel együtt veszik be. A panaszok idővel csökkennek. A panaszok csökkentésére a szedést kis adaggal érdemes kezdeni, és fokozatosan növelni.
Ritkábban előforduló mellékhatások:
- fejfájás, kábultság
- vérnyomásesés, hosszú idejű kezelés esetén alacsony vérnyomás kialakulása
- allergikus bőrkiütések
- az arcszőr növekedése, ezzel egyidőben hajhullás (férfias kopaszság).

Az epilepszia ellen adott fenitoin meggyorsítja a metirapon lebontását. Ilyenkor meg kell növelni az adagot.

## Védjegyezettnevű készítmények
Magyarországon nincs forgalomban metirapon-tartalmú készítmény.
A nemzetközi gyógyszerkereskedelemben forgalmazott készítmények:
- Mepyrapone
- Metapirone
- Metapyron
- Metapyrone
- Methopirapone
- Methopyrapone
- Methopyrinine
- Methopyrone
- Metopiron
- Metopirone
- Metopyrone
- Metroprione